# Koroana interior
Koroana interior är en insektsart som först beskrevs av Walker 1858.  Koroana interior ingår i släktet Koroana och familjen kilstritar. Inga underarter finns listade i Catalogue of Life.